# Vladimir Kerkez
Vladimir Kerkez (né le 1er mars 1984 à Kranj) est un coureur cycliste slovène.

## Palmarès sur route
- 2004
  - 3e du championnat de Slovénie espoirs
- 2006
  - 2e du championnat de Slovénie espoirs
  - 3e du Steiermark Rundfahrt
- 2007
  - 2e étape des Paths of King Nikola
  - 4e étape du Tour du Frioul-Vénétie julienne
  - 2e des Paths of King Nikola
  - 2e du Tour du Frioul-Vénétie julienne
  - 2e du Steiermark Rundfahrt
- 2008
  - 2e du Tour de Hongrie
- 2009
  - 2e étape des Paths of King Nikola
  - Banja Luka-Belgrade II
- 2010
  - Grand Prix Šenčur

### Classements mondiaux
| Année           | 2005  | 2006 | 2007 | 2008 | 2009 | 2010 | 2011 | 2012 |
| --------------- | ----- | ---- | ---- | ---- | ---- | ---- | ---- | ---- |
| UCI Asia Tour   |       |      |      |      | 180e | 107e |      |      |
| UCI Europe Tour | 1343e | 514e | 204e | 812e | 514e |      | 457e | 875e |

## Palmarès en cyclo-cross
- 2016-2017
  -  Champion de Slovénie de cyclo-cross